# Филиппины на зимних Олимпийских играх 1988
Филиппины принимали участие в Зимних Олимпийских играх 1988 года в Калгари (Канада) после шестнадцатилетнего перерыва, во второй раз за свою историю, но не завоевали ни одной медали.

## Состав Олимпийской сборной Филиппин

### Санный спорт
Мужчины
| Спортсмены     | Соревнование | 1 заезд   | 1 заезд | 2 заезд   | 2 заезд | 3 заезд   | 3 заезд | 4 заезд   | 4 заезд | Итоговый результат | Итоговое место |
| Спортсмены     | Соревнование | Результат | Место   | Результат | Место   | Результат | Место   | Результат | Место   | Итоговый результат | Итоговое место |
| -------------- | ------------ | --------- | ------- | --------- | ------- | --------- | ------- | --------- | ------- | ------------------ | -------------- |
| Раймунд Окампо | Одиночки     | 54,703    | 38      | 51,617    | 36      | 51,926    | 34      | 49,415    | 32      | 3:27,661           | 35             |